# In d' Opgang
In d' Opgang, tot de Tweede Wereldoorlog:  Huize Clasina,  is een gemeentelijk monument aan de Kolonieweg 6 in Soest in de provincie Utrecht.
Het huis werd in 1908-1909 gebouwd onder toezicht van de Amsterdamse architect Adriaan Moen. Voor het interieur werd architect G. Adriaans ingeschakeld door eigenaar J.H. Isings, die hier woonde en zijn atelier had.

## Isings
Isings liet het huis bouwen vanwege het rustgevende uitzicht over de Soester Eng. Tegen de komst van de vakantiekolonie Trein 8.28 heeft Isings zich vergeefs verzet. Nadat hij echter met de directrice van Trein 8.28 trouwde, werd het huis naar een dochter van hen Huize Clasina genoemd. De directrice, Elisabeth Helena Petronella Niesten, woonde voor het huwelijk een tijd aan de overzijde van de weg op nummer 3-5. Na het overlijden van Isings zijn diens beide dochters, onder wie de archeologe Ina Isings, in het ouderlijk huis blijven wonen.
Na de oorlog kreeg het huis zijn huidige naam, ontleend aan de verhoging waarop het staat. Aan de straatzijde is een hoge beukenhaag, aan de voorzijde een siertuin. 